# Jaime Busto Fernández de Larrinoa
Jaime Busto Fernández de Larrinoa (Górliz, Vizcaya, 4 de diciembre de 1997) es un piloto español de trial que compite en el Campeonato Mundial de Trial con el equipo GasGas. Ganó el Campeonato Junior en 2014, el Campeonato Juvenil en 2012 y cinco Campeonatos de España en categorías inferiores. Además, ha sido campeón del Trial de las Naciones en los años 2017, 2018, 2021, 2022 y 2023.
Jaime Busto reside en Barcelona desde los quince años, donde se instaló definitivamente para continuar con su formación deportiva
- Datos: Q40635909
- Multimedia: Jaime Busto / Q40635909